# Canaxis 5
Canaxis 5 è il primo album in studio del compositore tedesco Holger Czukay (nella prima edizione accreditato come Technical Space Composer's Crew), pubblicato nel 1969. Viene considerato uno degli album migliori dell'artista.

## Produzione e composizione
Canaxis 5 venne co-prodotto assieme a Rolf Dammers all'Inner Space Studio di Colonia nel 1968.
L'album anticipa la world music attingendo alla musica tradizionale vietnamita e alla musica elettronica contemporanea.
Come sottolinea il critico David Toop, l'album anticipò di molti anni l'adozione dei campionamenti di voci radiofoniche e nastri di musica etnica in un contesto rock che caratterizzerà il più celebre My Life in the Bush of Ghosts (1981) di Brian Eno e David Byrne; secondo Toop, in Canaxis 5, Czukay «creava illusioni organiche, musiche impossibili da mondi ignoti».

## Pubblicazione
Pubblicato nel 1969 con il titolo Canaxis 5 dalla Music Factory, l'album è stato ristampato a partire dal 1982 in numerose edizioni, alcune con il titolo originale, altre con il titolo ridotto a Canaxis. In una ristampa del disco venne inserita anche la traccia Mellow Out, la prima composizione di Czukay risalente a 1960. La prima edizione dell'album è stata ristampata in vinile su etichetta Music Factory nel 2009 e in due edizione, dalla Revisited Rec. e dalla Grönland Records, nel 2018. 

## Tracce
LP 1969
1. Ho-Mai-Nhi (The Boat Woman Song) – 17:20 (Holger Czukay, Rolf Dammers)
2. Shook Eyes Ammunition – 24:30 (Czukay, Dammers)

Durata totale: 41:50
LP 1982
1. Boat-Woman Song – 17:28 (Holger Czukay, Rolf Dammers)
2. Canaxis – 20:15 (Czukay, Dammers)

Durata totale: 37:43
CD 1995
1. Boat-Woman-Song – 17:26 (Holger Czukay, Rolf Dammers)
2. Canaxis – 19:37 (Czukay, Dammers)
3. Mellow Out – 2:08 (Czukay)

Durata totale: 39:11
CD 2006
1. Boat Woman Song – 17:39 (Holger Czukay, Rolf Dammers)
2. Canaxis – 20:15 (Czukay, Dammers)
3. Cruise – 4:30
4. Epilogue – 2:13

Durata totale: 44:37